# Dux provinciae Sequanicae

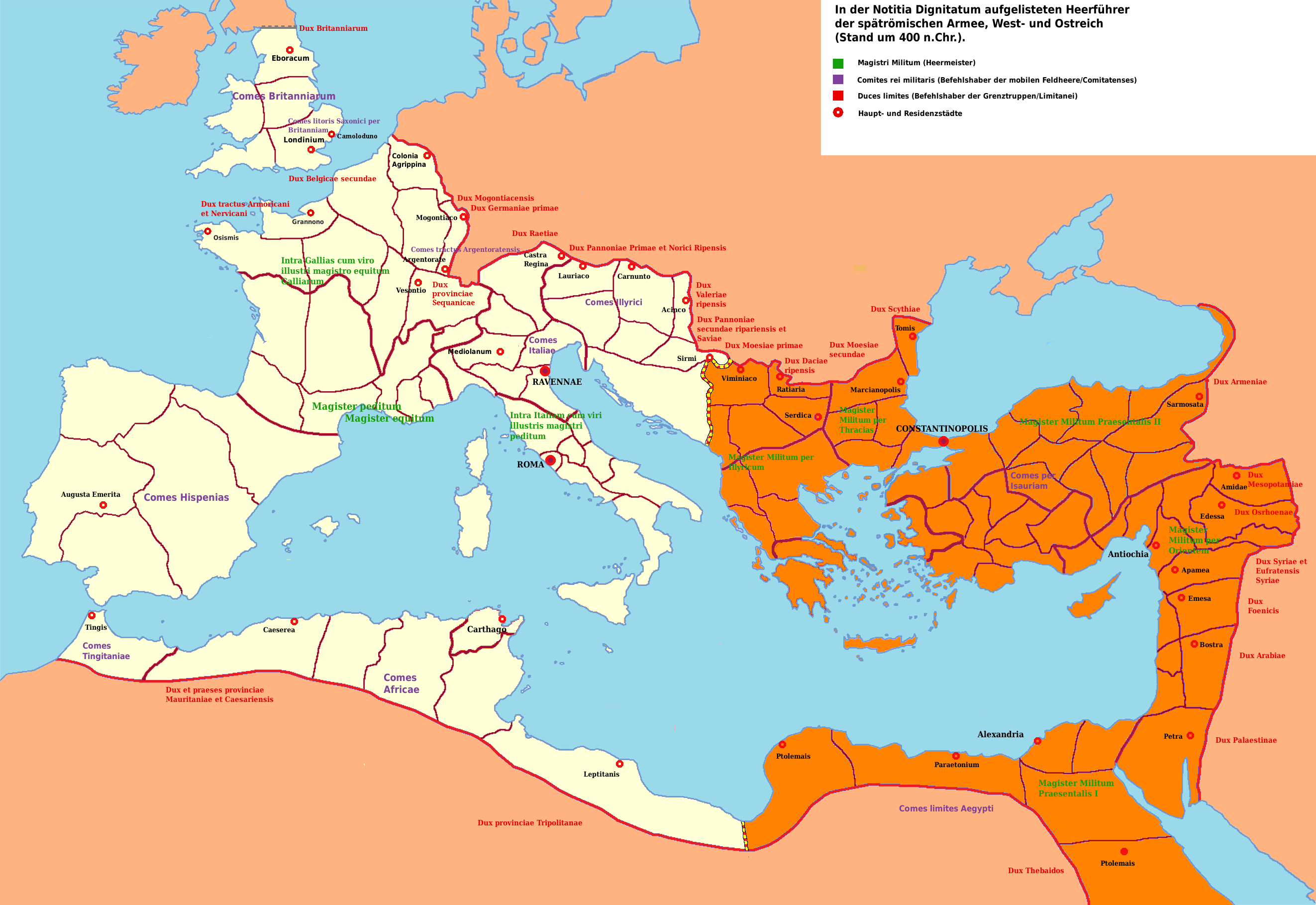
Heerführer der Comitatenses und Limitanei im 5. Jahrhundert n. Chr.
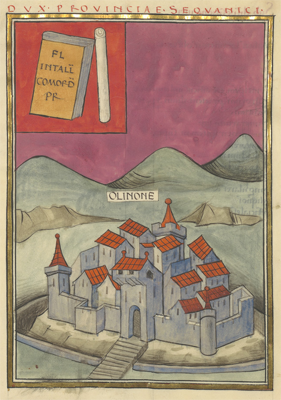
Notitia Dignitatum: Die symbolische Darstellung des Castrum Olinone im Kapitel des Dux Provinciae Sequanicae als Zeichen seiner Zuständigkeit für den Grenzabschnitt am oberen Rheinlimes
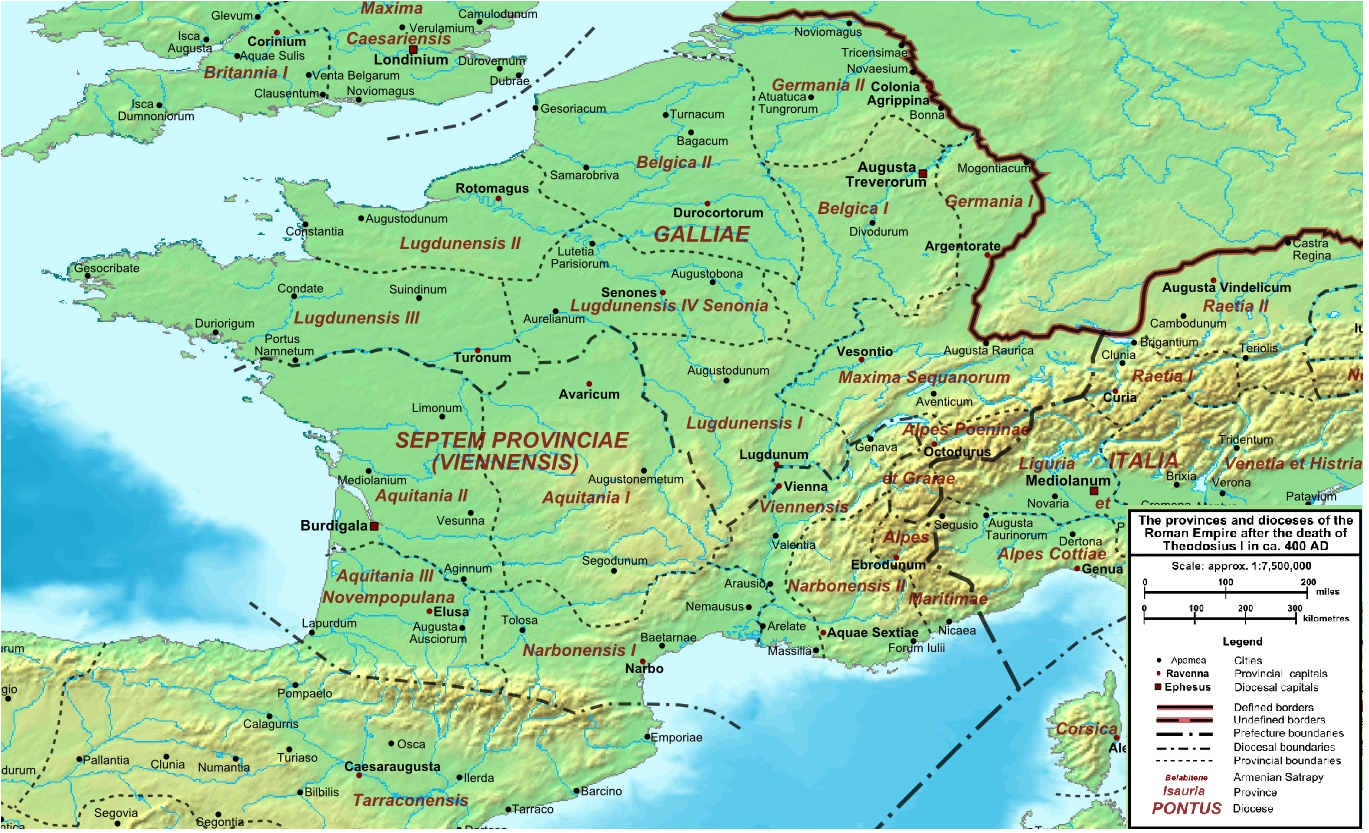
Die spätantiken Provinzen in Gallien und Germanien (400 n. Chr.)
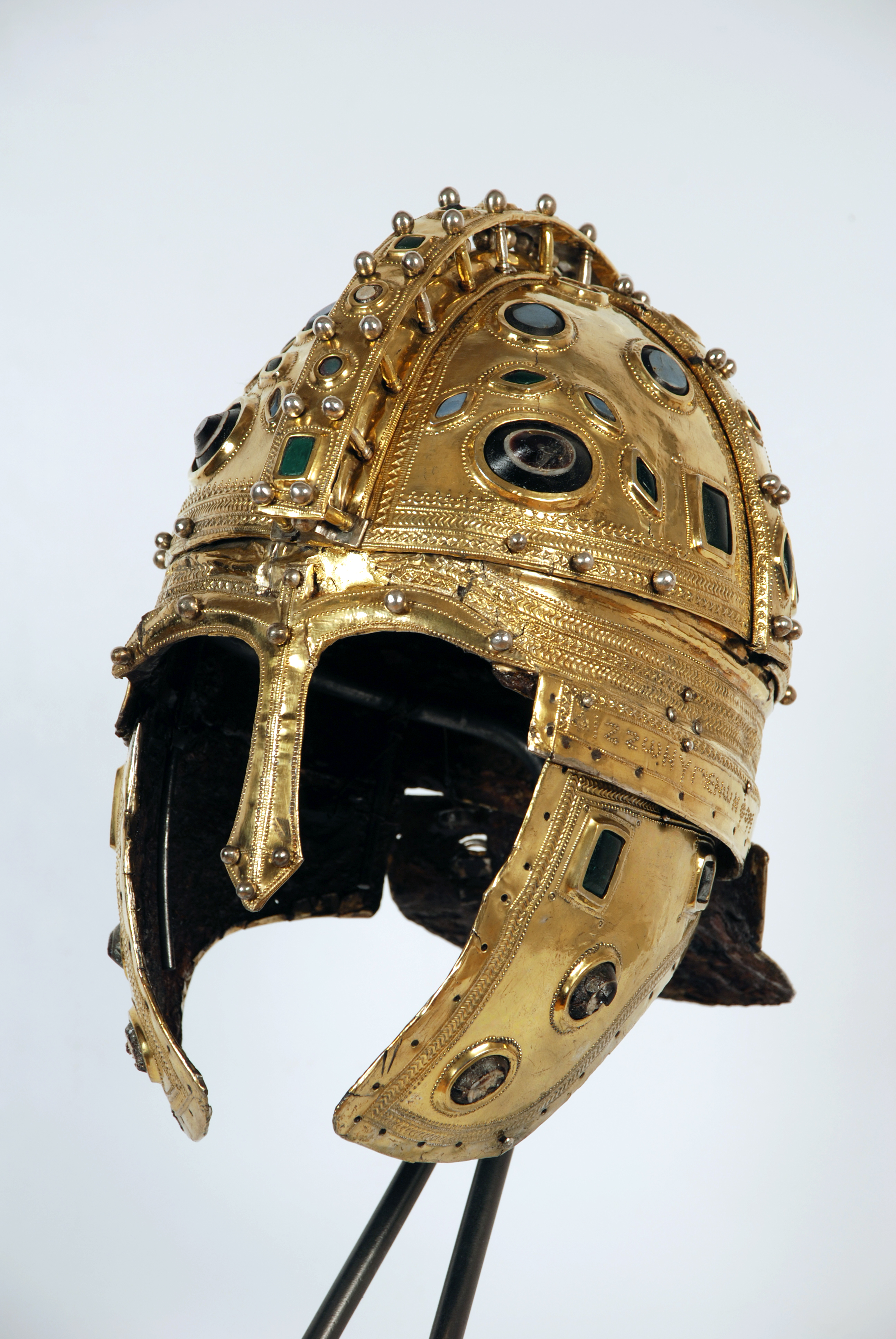
Spätrömischer Offiziershelm, Typ Berkasovo 1 (Museum der Vojvodina)

Der Dux provinciae Sequanicae (wörtlich: „Heerführer der Provinz Sequania“) war ein hoher Offizier in der spätantiken Armee des Weströmischen Reiches und Oberkommandierender der in der Provinz Maxima Sequanorum stationierten Limitanei.

## Definition, Funktion und Kommandobereich
Er unterstand dem Magister Peditum (Oberbefehlshaber der Infanterie) und dem Magister equitum (Oberbefehlshaber der Kavallerie). Am kaiserlichen Hof zählte ein Dux limitis zur höchsten Rangklasse der viri spectabiles.  Der Zusatz provinciae kommt ansonsten nur bei den Heerführern der weströmischen Provinzen Tripolitania, Mauritaniae et Caesariensis und Valeria vor. Der Befehlsbereich des Dux umfasste den Abschnitt (tractus) der Rheingrenze zwischen Eschenz und Breisach am Rhein. Vom oberen Rheinabschnitt aus war auch der Zugang zum Rhonetal möglich. Die Provinz Maxima Sequanorum umfasste das Siedlungsgebiet der Sequaner, der Rauriker und der Helvetier, heute im Westen die Franche-Comté und im Osten einen Großteil der heutigen Schweiz. Ihre Ost-Grenze, verlief vom westlichen Rand des Bodensee aus über den östlichen Zürichsee bis an die Grimsel.

## Entwicklung
Das Amt ist nur aus der westlichen Notitia Dignitatum bekannt. Im Zuge der Reichs- und Verwaltungsreform des Diokletian wurde das Territorium der Germania superior um 297 in zwei Provinzen neu organisiert, Germania I und Maxima Sequanorum. Da die militärischen Kommanden von den zivilen Aufgabenträgern getrennt worden waren, wurden, wie auch andernorts üblich, die dort stationierten Grenztruppen zwei Duces limites unterstellt, dem Dux Germaniae primae und dem Dux provinciae Sequanicae. In der Zeit der Abfassung der Notitia war die Provinzhauptstadt Vesontio vermutlich auch Sitz des Dux der Sequania. Ihren Truppen oblag der Grenzschutz am Hoch- und südlichen Oberrhein. Die Grenzbefestigungen der Provinz wurden unter Valentinian I. noch einmal erheblich ausgebaut. Hierbei wurden u. a. die rechtsrheinischen Brückenköpfe Sponeck, Zurzach und Basel/Basilia, aber auch das Castrum Rauracense errichtet bzw. renoviert. Zusätzlich entstanden entlang des südlichen Hochrheinufer zahlreiche steinerne Wacht- und Signaltürme. Hinzu kam noch ein Frühwarnnetz aus rechtsrheinischen Höhensiedlungen verbündeter Alamannen zur Vorfeldsicherung. Sie standen in engem Kontakt mit den Besatzungen der römischen Grenzkastelle. Der Dux wird im Kapitel I der Notitia Dignitatum als einer der zwölf Dux limites des Westreichs angegeben, in der Liste des Oberbefehlshabers der westlichen Fußtruppen scheint er, wie auch der Dux tractus Armoricani et Nervicani, nicht mehr auf. Dies könnte bedeuten, dass das Dukat schon zur Zeit der mutmaßlichen Endfassung der westlichen Notitia (der Zeitraum zwischen 395 und 425) nicht mehr existierte. Die Verteidigung der Rheingrenze wurde im Winter 401/402 aufgegeben, nachdem der Regent des Westens, Stilicho, die letzten dort stationierten Einheiten zum Schutz Italiens vor Alarichs Westgoten abgezogen hatte. Ab 443 wurden am Hochrhein föderierte Burgunden angesiedelt und lösten spätestens ab 460 die regulären römischen Grenzeinheiten ab. Danach gründeten sie ein eigenes Reich und dehnten ihren Machtbereich immer weiter Richtung Westen aus.

## Verwaltungsstab
Das Officium (Verwaltungsstab) des Dux umfasste folgende Ämter (Officium autem habet idem vir spectabilis dux hoc modo):
- Principem ex officiis magistrorum militum praesentalium aparte peditum (Kanzleivorsteher aus den Reihen der Armee, vom Heermeister bestellt)
- Numerarium ut supra (= wie oben, d. h. Zahlmeister der Armee, ebenfalls vom Heermeister bestellt)
- Commentariensem ut supra (Rechtsgelehrte der Armee, vom Heermeister bestellt)
- Adiutorem (Assistent)
- Subadiuuam (Hilfskraft)
- Regrendarium (Verwalter)
- Exceptores (Juristen)
- Singulares et reliquos officiales (Leibwächter und sonstige Beamte)

## Truppen
Man nimmt an, dass es sich bei diesem Dux bereits um einen Germanen gehandelt hat, der im Laufe seiner Dienstzeit in der Militärhierarchie weit aufgestiegen war. Auch die ihm unterstellten Einheiten rekrutierten sich wohl mehrheitlich aus Angehörigen von Germanenstämmen. Selbst im
Fundmaterial aus den militärischen Anlagen am Hochrhein-Limes spiegelt sich die zunehmende, auch in den Schriftquellen erwähnte Germanisierung der spätantiken Grenztruppen wider, die sich durch die Anwerbung von germanischen Söldnern vollzogen hatte. Diese gehörten ziemlich sicher nicht zu den Alamannen, sondern waren Angehörige anderer Stämme. Die in der Notia überlieferte Truppenliste ist vermutlich unvollständig kopiert worden, da sie nur eine Einheit enthält. Diese kann jedoch unmöglich das gesamte Aufgebot der Provinz im 5. Jahrhundert gestellt haben. Auch andere in der Notitia aufgelistete Einheiten könnten ursprünglich in der Sequania stationiert bzw. rekrutiert worden sein.

## Distributio Numerorum
Dem Dux standen möglicherweise folgende Einheiten zur Verfügung:
| Einheiten                                    | Bemerkung | Abbildung |
| -------------------------------------------- | --- | --------- |
|                                              | Comitatenses |           |
| Legio prima Martia                           | Für das frühe 4. Jahrhundert gibt es klare archäologische Hinweise auf die Anwesenheit dieser Comitatenseseinheit am Oberrhein. Sie ist vor allem durch Funde von Ziegelstempel bezeugt. Auf einigen von ihnen ist allerdings der Truppenname in so starker Ligatur wiedergegeben, dass deren Zuordnung nicht endgültig gesichert ist. Die Funde ihrer Ziegel im gesamten Raum der Sequania legen nahe, dass die Legion nach ihrem Einrücken in diesen Grenzabschnitt in Vexillationen aufgespalten und dann auf mehrere Standorte verteilt wurde. |           |
| Vesontes                                     | Eine der acht Legiones comitatenses, die in der Truppenliste des Magister peditum angeführt sind. Sie dienten laut ND in der Feldarmee des Comes Hispaniarum. Ihr Name leitete sich vermutlich von der Provinzhauptstadt Vesontio ab. |           |
| Sequani                                      | Diese Infanteristen zählten zu den auxilia palatina Einheiten (Garde) des Magister peditum und waren gegen Mitte des 5. Jahrhunderts Teil der Feldarmee des Comes Illyrici. Ihr Name wurde entweder vom Fluss Seine in Frankreich abgeleitet oder bezieht sich auf die keltoromanischen Sequaner. |           |
| Ala secunda Valeria Sequanor                 | Aus der Notitia ist diese Reitereinheit in der Armee des Dux Raetiae bekannt. Sie zählten zu den Limitanei und war im Kastell Vemania/Isny stationiert. Vermutlich handelte es sich bei den Angehörigen dieser Truppe in der Mehrzahl ebenfalls um Sequaner, die vielleicht ursprünglich in der Gegend von Vesontio (zwischen Saone und westlicher Schweizer Jura) angeworben worden waren. |           |
|                                              | Limitanei |           |
| Milites Latavienses (= Batavi oder Latovici) | Die einzige Einheit, die im Kapitel des Dux angegeben wird. Sie zählte zu den Limitanei und war im Kastell Olinone/Olitone stationiert. Vielleicht das heutige Besançon/Vesontio oder ein Kastell in Oelenburg bei Reiningue im Elsass. Im Jahr 406 schloss sich die Rheinarmee – zusammen mit den in Gallien stationierten Truppen – dem britischen Usurpator Konstantin an, als dieser auf dem Kontinent landete. Als es Flavius Constantius im Jahr 418 gelang, das Westreich wieder zu stabilisieren, hatte sein Feldheer fast die Hälfte seiner Stärke verloren, was durch die Versetzung der Grenztruppen in das Feldheer (Pseudocomitatenses) wieder ausgeglichen werden sollte. Vielleicht hatte der sequanische Dux deswegen nur noch das Kommando über die in der Notitia angeführte Einheit. |           |